# Базас
Базас (фр. Bazas, лат. Castrum Vasatum) — город во Франции, в округе Лангон департамента Жиронда.

## География
Находится на юго-востоке департамента в 52 км к юго-юго-западу от Бордо и 16 км к югу от Лангона на крутой скале высотой 79 м, у подошвы которой протекает река Бев, впадающая в Гаронну.

## Описание
В городе находится духовная коллегия, большой кафедральный собор XIII века с богатыми скульптурными работами. Вблизи Базаса находится источник Тру-Данфер, замечательный своими инкрустациями.

## История
Столица графства Базадес. С VI века до 1790 года город был резиденцией гасконского епископа. в англо-французских войнах держал сторону французов против Бордо и играл немаловажную роль в Гугенотских междоусобиях XVI ст. и во времена Фронды.

## Транспорт
В конце XIX века имел железнодорожное сообщение. В настоящее время связан с соседними городами только автомобильным транспортом.

## Население
На 1 января 2017 года насчитывал 4772 жителя.

## Известные уроженцы
Считается местом рождения римского поэта Авсония (чаще местом рождения указывается Бордо).